# Friedrich Jung (Musiker)
Friedrich Jung (* 17. Juli 1897 in Wien; † 16. März 1975 in Dornbirn, Vorarlberg) war ein Musiker, Dirigent, Komponist und Propagandist des Nationalsozialismus. Zu seinen Auftragswerken im Dritten Reich zählte eine dem NS-Funktionär Robert Ley gewidmete B-Dur Sinfonie (Uraufführung 8. Juni 1942) und eine monumentale Aufmarschmusik für den geplanten, aber dann abgesagten Reichsparteitag der NSDAP von 1939, bei dem 500 Fanfarenbläser und 2000 Musiker einen 6000-köpfigen Chor begleiten sollten.

## Leben
Jung studierte 1915 bis 1917 an der Wiener Musikakademie bei Eusebius Mandyczewski, Camillo Horn und Kurt Striegler Horn, Klavier, Musiktheorie und Komposition. Nach dem Ersten Weltkrieg ging er als Hornist 1919 an das Concertgebouw Orkest nach Amsterdam, wechselte 1924 als Solokorrepetitor und Leiter der Bühnenmusik zu den Bayreuther Festspielen, war von 1925 bis 1928 als Kapellmeister in Lübeck, Weimar und Berlin tätig und übernahm von 1928 bis 1931 die Stelle des Chordirektors am Bayerischen Staatstheater in München. 1932 schreibt Jung die Musik zu mehreren Filmen, darunter für den experimentellen Animations-Streifen Pitsch und Patsch, für den die begleitenden Geräusche direkt auf die Tonspur „geritzt“ wurden. Jung verwendete für die schalltechnisch avantgardistische Produktion das zwölfstufige Tonsystem, verwendete jedoch nur eine Klangfarbe aus Grundton und erstem Oberton, die „dynamische Gestaltung“ beschränkte sich auf „laut und leise“.
Jung trat zum 1. Mai 1933 der NSDAP bei (Mitgliedsnummer 3.205.559). Ab 1934 unterrichtete er an der Berliner Staatlichen Akademischen Hochschule für Musik, wo er Dirigier-Kurse gab, und leitete zeitgleich (vom 15. Dezember 1933 bis 30. Oktober 1939) die Berliner Liedertafel. Bei Propagandaminister Joseph Goebbels wurde Jung Anfang 1935 schriftlich vorstellig, um Nachfolger von Wilhelm Furtwängler als Chefdirigent der Berliner Philharmoniker zu werden, eine Chance, die sich dann doch nicht eröffnete, weil Furtwängler, der Anfang Dezember 1934 zurückgetreten war, ab April 1935 seine Tätigkeit wieder aufnehmen durfte. Von Reichsorganisationsleiter Robert Ley wurde Jung in der Anordnung Nr. 37/39 der Deutschen Arbeitsfront (DAF) persönlich beauftragt, die „gesamte Musik“ zum Appell der Politischen Leiter beim Parteitag der NSDAP 1939 in Nürnberg „zu komponieren, instrumentieren, gauweise einzustudieren, am Reichsparteitag das Werk als Hauptdirigent selbst zu leiten und alle künstlerischen Vorbereitungen hierzu persönlich in die Hand zu nehmen“. Der selbsternannte „Kunst- und Musikfreund“ Ley schätzte an Jung nach eigener Aussage besonders, dass der Komponist „die Formgesetze der absoluten Musik“ beachtete. Jung wurde zum „persönlichen Berater“ von Ley in „allen musikalischen Angelegenheiten“ und „hauptamtlich“ zum „musikalischen Gestalter sämtlicher Feierstunden der Politischen Leiter“. Für Nürnberg war eine „NS-Kantate“ in dreizehn Teilen geplant, die etwa eine halbe Stunde Spieldauer in Anspruch nehmen sollte. Die Sätze hatten Titel wie „Musik zum Lichtdom“, „Wenn die Fahnen und Standarten“ und „Wir gehen als Pflüger durch unsre Zeit“.
Wegen des Kriegsausbruchs wurde der Parteitag abgesagt und die Uraufführung kam nicht zustande, Teile der Partitur für einen 6000- bis 7000-köpfigen Chor, der aus „Gauen und Ordensburgen“ kommen sollte, und ein Orchester mit mehreren tausend Instrumentalisten sind unter dem Aktenvermerk Feierstunde zum Appell der Politischen Leiter, Reichsparteitag zu Nürnberg 1939 jedoch im Bundesarchiv in Berlin erhalten. Am 8. Juni 1942 brachte das Nationalsozialistische Reichs-Symphonieorchester (NSRSO) in München unter der „hingebenden, anfeuernden Leitung des Komponisten“ seine B-Dur-Sinfonie zur Uraufführung. Das knapp einstündige Werk, das im Deutschen Rundfunkarchiv überliefert ist und das Horst-Wessel-Lied zitiert, verherrlicht die „Kampfzeit“ der NSDAP in der Weimarer Republik und trägt die vier programmatischen Satzbezeichnungen „1918 Deutschland – Heldengedenken – Totentanz – Deutschland 1933“. Der NS-Kritiker schrieb: „Mit den farbenreichen Ausdrucksmitteln der neuromantischen Orchestersprache hat der Komponist in diesem Werk das innere Erlebnis des deutschen Menschen zwischen 1918 und 1933 zu gestalten unternommen. Formal hält sich Jungs Musik dabei in den Grenzen der absoluten Musik.“
Gegen Ende des Zweiten Weltkriegs übernahm Jung 1944/45 als „Musikalischer Oberleiter“ das Niederösterreichische Landes-Symphonieorchester und schließlich von 1950 bis 1963 in Dornbirn die Städtische Musikschule und das städtische Orchester, für das er zahlreiche Festmusiken für örtliche Feierlichkeiten schrieb. Jung komponierte rund 400 Werke. Seine Symphonien wurden in Amsterdam, Berlin, Bayreuth, München und Wien aufgeführt. Er schrieb Kammermusik für Streichinstrumente und Bläserensemble sowie Chöre, schuf Musik und Textbücher der Opern Rembrandt van Ryn, Don Quichotte und Lazarus. Als häufiger Feriengast der Vorarlberger Gemeinde Schnifis schuf der Musiker Gelegenheitswerke wie Gruß an Schnifis, St. Hubertus-Jagdfantasie und Nachtvolk.

## Werke (Auswahl)
Filmmusik:
- Kreuzer Emden (1932)
- Fürst Seppl (1932)
- Pitsch und Patsch (Animationsfilm, 1932)
- Die Zwei vom Südexpress (1932)
- Der sündige Hof (1933)

Bühnenmusik:
- Minnifie (Capriccio von Hans Hömberg, 1943)

Sinfonische und Musiktheater-Werke:
- Symphonie B-Dur (UA München 1942)
- Japanischer Frühling (Suite für Sopran und Orchester in vier Sätzen nach Gedichten der japanischen Lyrik)
- Rembrandt van Ryn (unveröffentlichte Oper)
- Don Quichotte (unveröffentlichte Oper)
- Lazarus (unveröffentlichte Oper)